# 317
| Calendário gregoriano                                                        | 317 CCCXVII                     |
| Ab urbe condita                                                              | 1070                            |
| Calendário arménio                                                           | -235 – -234                     |
| Calendário bahá'í                                                            | -1527 – -1526                   |
| Calendário budista                                                           | 861                             |
| Calendário chinês                                                            | 3013 – 3014                     |
| Calendário copta                                                             | 33 – 34                         |
| Calendário etíope                                                            | 309 – 310                       |
| Calendários hindus - Vikram Samvat - Calendário nacional indiano - Cáli Iuga | 372 – 373 238 – 239 3417 – 3418 |
| Calendário Holoceno                                                          | 10317                           |
| Calendário islâmico                                                          | 315 BH – 314 BH                 |
| Calendário judaico                                                           | 4077 – 4078                     |
| Calendário persa                                                             | 305 BP – 304 BP                 |
| Calendário rúnico                                                            | 567                             |
| Calendário solar tailandês                                                   | 860                             |

317 (CCCXVII na numeração romana) foi um ano comum do século IV do Calendário Juliano, da Era de Cristo, a sua letra dominical foi F (52 semanas), teve início a uma terça-feira e terminou também a uma terça-feira.
| Ano completo                       |
| ---------------------------------- |
| Ano comum com início à terça-feira |

## Eventos
- Jin Yuan Di sucede a Jin Min Di; fim da Dinastia Jin ocidental, e início da fase oriental desta dinastia. A China volta a dividir-se (até 589).
- Batalha de Márdia — entre os imperador romano Constantino e Licínio; terminou com a vitória do primeiro; ocorreu no início do ano ou no final de 316.

## Nascimentos
- 7 de agosto - Constâncio II, imperador romano  (m. 361).

## Mortes
- 1 de março — Valério Valente, militar e coimperador romano entre o final de 316 e a sua execução.
- Santa Bárbara, virgem mártir de Nicomédia  (n. c. 280).